# Geschützter Landschaftsbestandteil Aufschluss an der Burg

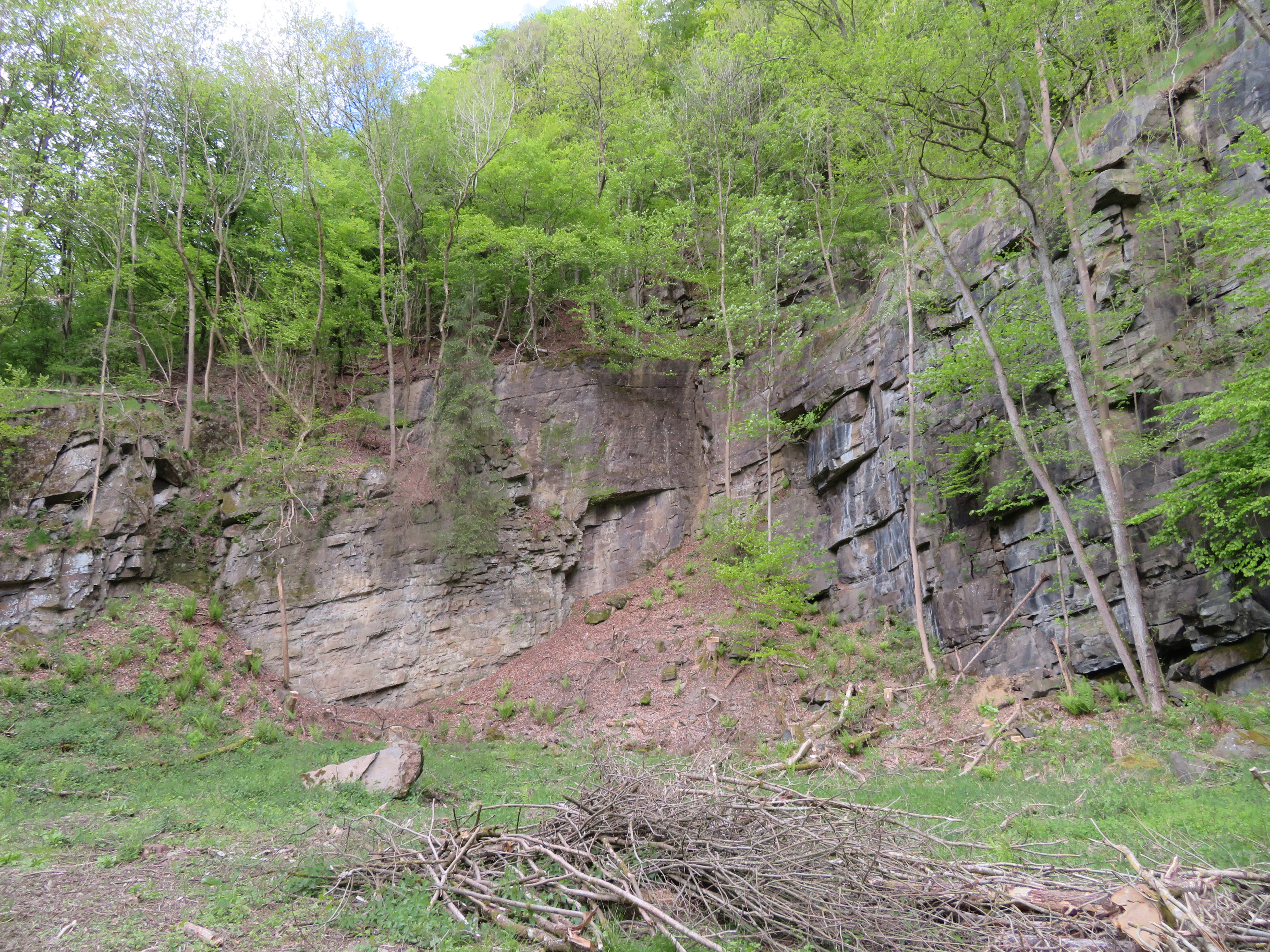
Geschützter Landschaftsbestandteil Aufschluss an der Burg

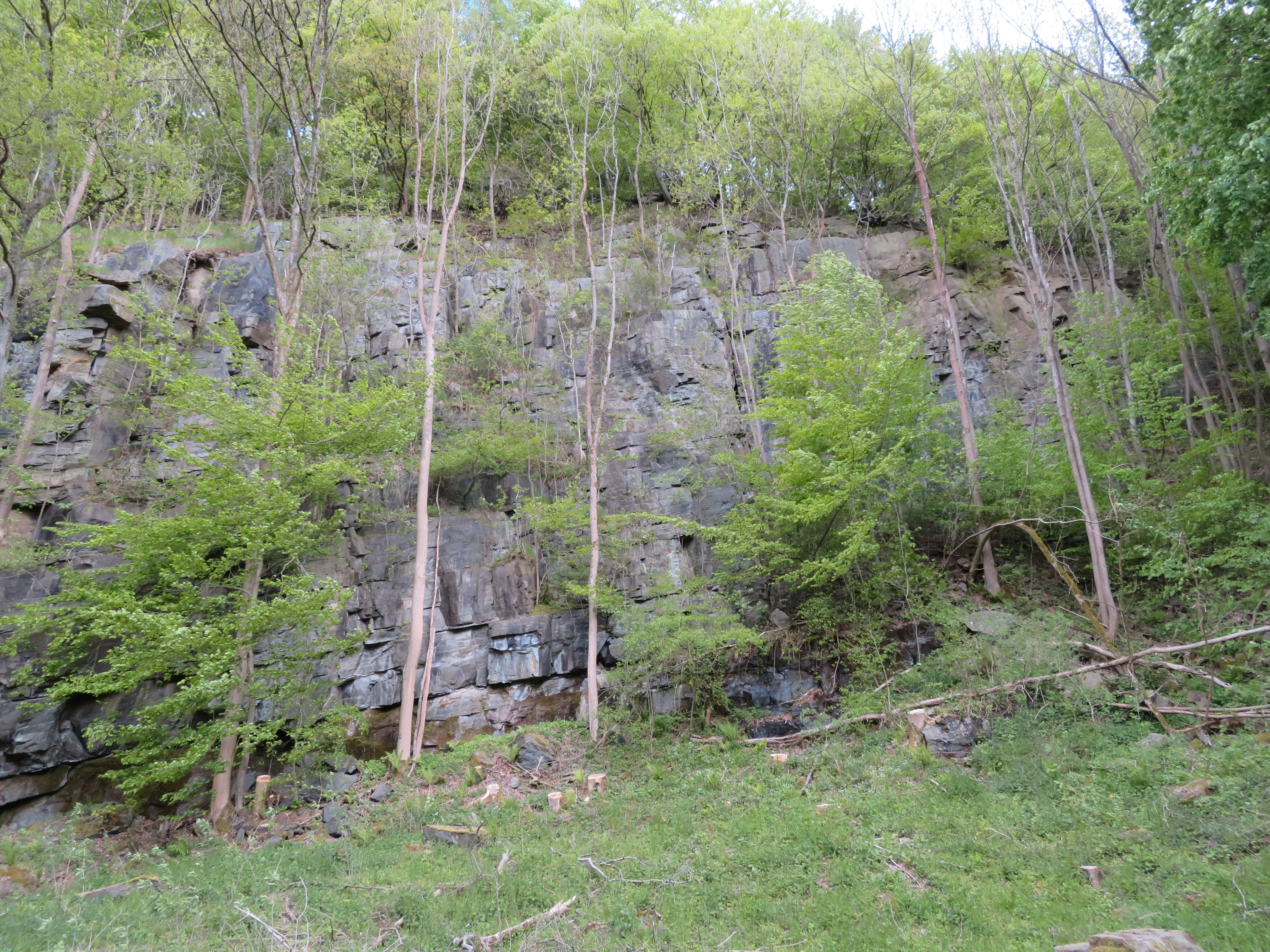
Nordostbereich vom LB

Der Geschützte Landschaftsbestandteil Aufschluss an der Burg mit 0,43 ha Flächengröße liegt südlich von Berge bzw. westlich von Bergerhammer im Stadtgebiet von Meschede im Hochsauerlandkreis. Das Gebiet wurde 2020 mit dem Landschaftsplan Meschede durch den Kreistag des Hochsauerlandkreises als Geschützter Landschaftsbestandteil (LB) erstmals ausgewiesen. Von 1994 bis 2020 war die heutige LB-Fläche Teil vom Landschaftsschutzgebiet Meschede. Heute ist der LB ganz vom Landschaftsschutzgebiet Meschede umgeben.

## Beschreibung
Beim LB handelt es sich um einen alten aufgelassenen Steinbruch am Berg Burg. Im Bruch gesteht der Fels aus harten, kalkigen oder quarzitischen Sandstein mit über 1 m starken Felsbänken. Einige Lagen im Bruch sind fossilreich. An der Südwand befindet sich eine auffällige Flechtenvegetation. Aus den Bruch durchziehenden Klüften tritt Grundwasser aus. Durch Rekultivierungspflanzungen und einen längeren Zeitraum der natürlichen Entwicklung war das Bruchgelände bei Ausweisung weitgehend mit hohen Bäumen, meist Eschen, zugewachsen. 
Der Landschaftsplan dokumentiert zum LB: „Mit seinen unterschiedlichen Entwicklungsstadien und Böschungsexpositionen stellt das Objekt vielfältige Habitatstrukturen zur Verfügung, die im Wirtschaftswald i. d. R. fehlen.“

## Schutzgrund, Verbote und Gebote
Der Geschützte Landschaftsbestandteil Aufschluss an der Burg hat eine besondere Funktion für die Gliederung und Belebung des Landschaftsbildes. Wie alle LB im Landschaftsplangebiet ist dieses LB durch seinen eigenständigen Charakter deutlich von der sie umgebenden „normalen“ Wald- und Feld-Landschaft zu unterscheiden.
Wie bei allen LB sind alle Handlungen, die zu einer Zerstörung, Beschädigung oder Veränderung des geschützten Landschaftsbestandteils führen können, verboten. Es ist z. B. verboten, Aufschüttungen, Verfüllungen, Abgrabungen, Ausschachtungen oder anderweitige Veränderungen der Bodengestalt vorzunehmen. Es ist ferner verboten, den Geschützen Landschaftsbestandteil außerhalb der befestigen Straßen und Wege zu betreten. Unberührt ist jedoch die ordnungsgemäße Pflege eines LB.
Der LB soll laut Landschaftsplan „durch geeignete Pflegemaßnahmen erhalten werden, solange der dafür erforderliche Aufwand in Abwägung mit ihrer jeweiligen Bedeutung für Natur und Landschaft gerechtfertigt ist.“